# Mateo Dineen
Mateo Dineen (* 18. Januar 1972 in San Mateo, Kalifornien; eigentlich Matthew Dineen) ist ein US-amerikanischer Künstler, der in Berlin lebt und arbeitet. Bekanntheit erlangte er vor allem durch seine Gemälde im Comic-Stil von Monstern in Alltagssituationen.

## Leben und Beruf
Nach der Highschool begann Mateo zunächst ein Studium in Maschinenbau und anschließend in Kommunikationswissenschaften, die er jedoch beide ohne Studienabschluss abbrach. Während eines anschließenden, mehrmonatigen Selbstfindungstrips durch die Vereinigten Staaten, beschloss er sein Leben fortan der Kunst zu widmen, anstatt einem möglicherweise zwar besser bezahlten Job nachzugehen, der ihn jedoch auf Dauer nicht glücklich macht. Er studierte daraufhin Illustration an der Kunsthochschule in San Francisco und begann anschließend, während einer fünfmonatigen Europa-Reise, seinen Lebensunterhalt als Künstler zu bestreiten.
Zurück in den USA fing er ab 2001 an, sich in der Kunstszene von San Francisco zu etablieren, wo er auch 2002 seine heutige Ehefrau kennenlernte. Diese wollte jedoch zurück in ihre deutsche Heimat; im Jahr 2004 beschloss das Paar daher gemeinsam nach Berlin zu ziehen.
In Deutschland noch völlig unbekannt, konnte der Künstler seine Bilder in Berlin zunächst nur für sehr wenig Geld auf Flohmärkten verkaufen. Doch die Nachfrage nach seinen Monster-Bildern und -Illustrationen stieg schnell und er begann seine Werke als Kunstdrucke, Kalender und auf T-Shirts gedruckt über das Internet zu vermarkten. Einige seiner Werke wurden zudem als Puzzle von der Heye Verlagsgruppe veröffentlicht.
Ende 2005 eröffnete er zusammen mit dem befreundeten niederländischen Künstler Johan Potma die erste gemeinsame Monster-Galerie Zozoville in Berlin-Friedrichshain sowie die Skallywag Gallery im Schillerkiez. Die Filiale Onkel Zozo Gallery am Heinrichplatz in Berlin-Kreuzberg bestand von 2011 bis 2015.
Quelle:

## Gemälde (Auswahl)
- Morning Ritual, Acryl und Collage auf Holz 2007.
- Proof, Acryl und Collage auf Holz 2008.
- Out of Body Experience, Acryl und Collage auf Holz 2009.
- Carnivore, Acryl und Collage auf Holz 2012.
- One Tooth Three, Acryl und Collage auf Holz 2013.
- Break a Leg, Acryl und Collage auf Holz 2014.
- Scritter, Acryl auf Holz 2015.
- Air BNB, Acryl auf Holz 2015.
- A Trip in the Woods, Acryl auf Holz 2016.
- Still Life With Lilacs and Hank, Acryl auf altem Gemälde 2016.
- Dream Big, Acryl auf altem Gemälde 2016.

Quelle:

## Schriften
- mit Johan Potma: Make Believe: The Artwork of Johan Potma & Mateo Dineen. Onkel & Onkel, Berlin 2010, ISBN 978-3-940029-69-0.